# Erich Häußer
Erich Otto Häußer (* 9. Juni 1930 in Markt Taschendorf; † 17. Mai 1999 in Bad Tölz) war ein deutscher Jurist.

## Leben
Nach dem Abitur am AKG Schwabach folgte 1953 ein juristisches Staatsexamen an der Universität Erlangen und 1957 die Zulassung als Rechtsanwalt. Von 1959 bis 1963 arbeitete er am Bayerischen Staatsministerium der Justiz in München und von 1963 bis 1965 im Bundesministerium der Justiz in Bonn. Danach war er bis 1972 Richter am Bundespatentgericht in München und anschließend bis 1975 Bundesrichter am Bundesgerichtshof in Karlsruhe. 1974 machte er seine Promotion zum Dr. jur. Von 1976 bis 1995 war er Präsident des Deutschen Patentamts in München.
Während seiner Zeit als Präsident warnte Erich Häußer immer wieder vor einem technischen Rückstand Deutschlands. Schließlich arbeitete er von 1995 bis 1999 als Rechtsanwalt bei der Kanzlei Beiten Burkhardt Mittl & Wegener in München.
Von 1988 bis 1991 hielt er einen Lehrauftrag an der Universität Konstanz, anschließend bis 1994 an der Universität Saarbrücken.
1990 übernahm er eine Honorarprofessur an der Volksuniversität China in Beijing, 1991 eine Honorarprofessur an der Zhejiang-Universität in Hangzhou.
Von 1995 bis 1999 war er Dozent an der Bayerischen Akademie der Werbung, 1996 bis 1999 an der Technischen Universität Chemnitz-Zwickau und von 1997 bis 1999 an der ETH Zürich.
Häußer war Vorstandsvorsitzender des Deutschen Instituts für Erfindungswesen in Nürnberg, sowie Präsident der Deutschen Aktionsgemeinschaft Bildung – Erfindung – Innovation (DABEI) und Mitglied des Kuratoriums der Hans Sauer Stiftung.
Ihm wurde das Große Bundesverdienstkreuz mit Stern, die Rudolf-Diesel-Medaille in Gold und die Staatsmedaille für besondere Verdienste um die bayerische Wirtschaft verliehen.

## Zitat
- „Wer nicht erfindet, verschwindet. Wer nicht patentiert, verliert.“